# Den sorte Bande
Den sorte Bande er en dansk stum actionfilm i den tidlige westerngenre fra 1913 produceret af Filmfabrikken Danmark efter manuskript af Emanuel Gregers.
Filmen havde dansk premiere den 15. december 1913 i Victoria-Teatret og blev vist i flere lande i udlandet. 
Det var den tredje film fra Filmfabrikken Danmark i 1913, der anvendte "Den sorte .." i filmens titel; de øvrige var Den sorte Varieté og Den sorte Pierette.

## Handling
Millionærdatteren Alice Parkner (spillet af Emilie Sannom) fyrer sin kusk, efter at kusken efter lidt for mange øl har ladet hestene løbe bort. Den unge mand, Tom Harris, der har indfanget hestene og hestevognen, følger Alice hjem, og der opstår tiltrækning mellem de to. Kusken derimod vil hævne sig på Alice og Tom Harris og lederen af Den sorte Bande, Joe Jackson, lover at hjælpe kusken. Alices far ansætter Tom Harris som ny kusk. 
Samme aften forsøger kusken og Joe Jackson at bryde ind hos Parkner. Han kommer ind ad et vindue i Alices værelse, men Tom Harris kommer til undsætning og skyder kusken, der falder ud af vinduet, hvorefter Joe Jackson hurtigt fjerner hans døde krop. Alices far kommer ind på Alices værelse, og ser Tom derinde, og da han ikke tror på historien, bortviser han Tom. Tom finder nyt arbejde, men uforvarende hos Den sorte Bandes leder, Joe Jackson. Jacksons smukke datter, Daisy, kaster sin kærlighed over Tom, men Tom kan ikke glemme Alice. Banden læser i en avis, at millionæren Parkner skal rejse med sin datter sydpå med toget, og banden beslutter at overfalde toget og bortføre Alice for at kræve løsepenge fra Parkner. Tom Harris opsnuser planerne og han rider til hest til stedet, hvor banden har lagt sig i baghold. Han overmander et af bandens medlemmer og maskerer sig og slutter sig til banden. Da toget kommer, trænger banden ind, men Alice ser, at det er Tom, og hun lægger armene om hans hals, og de forsøger at stikke af. Efter en vild jagt bliver de dog fanget af Den sorte Bande. Daisy forstår, hvorfor Tom var så ivrigt efter at forpurre bandens planer, håner Tom og Alice, men snart kommer soldaterne, der har jagtet banden, og Daisy såres dødeligt, men hun angrer til sidste og hjælper Tom Harris ud. Joe Jackson sætter ind på det belejrede hus for at dø med sin bande. Gennem flammehavet styrter Tom op mod Alices gemmested på loftet, hvor han efter en overmenneskelig kamp redder hende. Alices far ankommer med soldaterne, og ser, at han har været uretfærdig mod Tom. Af flammerne, der sluger bandens rede, stiger nyt liv og lykke mod den klare himmel ...

## Medvirkende
- Jens Trap Walther - George Parkner
- Emilie Sannom - Alice Parkner
- Thorleif Lund - Joe Jackson
- Dagny Tychsen - Daisy Jackson
- Emanuel Gregers - Tom Harris
- Peter S. Andersen - Kusk